# Prodigal Daughters
Prodigal Daughters és una pel·lícula muda de la Famous Players-Lasky dirigida per Sam Wood i protagonitzada per Gloria Swanson. La pel·lícula, basada en la novel·la homònima de Joseph Hocking, es va estrenar el 15 d’abril de 1923. Part de les escenes foren rodades a la mansió de l’actriu. Es considera una pel·lícula perduda.

## Argument
J.D. Forbes, es fa ric durant la Primera Guerra Mundial i la seva filla Swifty es converteix en una flapper duent una vida sense cap tipus de restricció que la senyora Forbes no pot controlar. Té dos seguidors: Roger Corbin, un aviador, com Stanley Garside, un jugador. La germana de Swifty, Marjory, segueix el seu mateix camí i quan el seu pare protesta les dues germanes marxen de casa per viure la vida que els agrada a Greenwich Village. El pare, desesperat, deixa el negoci en mans del jove Corbin. Marjory es casa amb el cantant Lester Hodges, que més tard la abandona. Swifty perd tots els seus diners a les cartes jugant amb Stanley Garside i, per cancel·lar el deute, aposta que es casarà amb Stanley. Perd per lo que s'ha de casar amb ell en seixanta dies. Mentre es troba a la cabina d'una nova locomotora produïda a l’empresa del seu pare aquesta envesteix l’automòbil de Stanley Garside i el mata. Acaba rescatada per Corbin que la seguia en un avió. Seguint l'exemple de la seva germana, les dues noies es penedeixen del seu estil de vida i tornen a casa. Swiftie es casa amb Roger.

## Repartiment
- Gloria Swanson (Elinor "Swifty" Forbes)
- Ralph Graves (Roger Corbin)
- Vera Reynolds (Marjory Forbes)
- Theodore Roberts (J.D. Forbes)
- Louise Dresser (Mrs. Forbes)
- Charles Clary (Stanley Garside)
- Robert Agnew (Lester Hodge)
- Maude Wayne (Connie)
- Jiquel Lanoe (Juda Botanya)
- Eric Mayne (Dr. Marco Strong)
- Mervyn LeRoy (noi dels diaris)
- Antonio Corso